# Александър Нокс
Александър Нокс (на английски: Alexander Knox) е канадски актьор и и автор на приключенски романи.

## Биография
Александър Нокс е роден на 16 януари 1907 година в Стратрой, Онтарио. Баща му е служител на презвитерианската църква. Завършил е Университета на Западно Онтарио. Той се премества в Бостън, Масачузетс, за да играе на сцената на Бостънски репертоарен театър (Boston Repertory Theatre). След като компанията се свива след срива на фондовия пазар през 1929 г., Нокс се завръща в Лондон, Онтарио, където през следващите две години работи като репортер за Лондонският рекламодател (The London Advertiser). 

### Кариера
Александър Нокс се премества в Лондон, Англия, където през 1930-те години се появява в няколко филма. Той също така се появява в различни роли в Олд Вик (Old Vic), като например на съдията в „Женева“ на Джордж Бърнард Шоу. Канадският писател Робъртсън Дейвис описва изпълнението му по следния начин: „В тази роля той внесе достойнство, което допринесе много за засилване на ефекта от известната съдебна сцена, която съставлява третото действие...“.  През 1939 г. на фестивала в Малвърн, той играе в „Златните дни“ на Бърнард Шоу „В добрия крал Чарлз“. Поставя се и негова пиеса „Старият майстор“. Той играе заедно с Джесика Тенди в продукцията на Бродуей от 1940 г. „Юпитер се смее“ и като брат Лорънс в „Ромео и Жулиета“ с Вивиан Лий и Лорънс Оливие.
През 1944 г. той е избран от Дарил Ф. Занук да участва в „Уилсън“, биографичния филм за американския президент Удроу Уилсън, за който печели награда Златен глобус за най-добър актьор в драма и е номиниран за наградата „Оскар“ за най-добра мъжка роля. По времето на епохата на Маккарти, неговите либералните възгледи и работата с Комитета за Първата поправка навреждат на кариерата му, въпреки това той не е включен в черния списък  и се връща във Великобритания.
Нокс има главни роли в „Морският вълк“ (1941), „Никой няма да избяга“ (1944), „Над 21“ (1945), „Сестра Кени“ (1946), „Човек в седлото“ (1951), „Паула“ (1952), „Европа '51“ (1952), „Викингите“ (1958), както и поддържащи роли в края на кариерата му, като например в „Проклетите (1963)“, „Модести Блейз“ (1966), „Николас и Александра“ (1971), „Джошуа тогава и сега“ (1985; последннта му филмова роля).

### Персонален живот
Нокс е женен за американската актриса Дорис Нолан (1916–1998) от 1944 г. до смъртта му през 1995 г. Те участват заедно в бродуейската пиеса от 1949 г. „Затварящата се врата“, която е написана от Нокс. Те имат един син Андрю Джоузеф Нокс (роден през 1947 г.; починал от самоубийство през 1987 г.), Андрю става актьор и се появява в „Лекар в движение“, бил е женен за Имоджен Хасал. 

### Смърт
Александър Нокс почива в Беруик ъпон Туид, Великобритания от рак на костите на 25 април 1995 г. 

## Избрана филмография
| Година | Филм                      | Оригинално заглавие      | Роля                                | Режисьор     |
| ------ | ------------------------- | ------------------------ | ----------------------------------- | ------------ |
| 1944   | Уилсън                    | Wilson                   | Удроу Уилсън                        | Хенри Кинг   |
| 1962   | Най-дългият ден           | The Longest Day          | Генерал-лейтенант Уолтър Бедел Смит | екип         |
| 1967   | Двадесет и петият час     | La Vingt-Cinquième Heure | прокурорът                          | Анри Верней  |
| 1967   | Човек живее само два пъти | You Only Live Twice      | президентът на САЩ                  | Луис Гилбърт |